# Henry Morgenthau
Henry Morgenthau (ur. 11 maja 1891 w Nowym Jorku, zm. 6 lutego 1967 w Poughkeepsie) – amerykański polityk, bliski współpracownik prezydenta Franklina Delano Roosevelta. Syn dyplomaty Henry’ego Morgenthaua Seniora.
W latach 1934–1945 pełnił funkcję sekretarza skarbu. 9 września 1944 na drugiej konferencji brytyjsko-amerykańskiej w Quebecu przedstawił projekt dotyczący kształtu Niemiec po zakończeniu II wojny światowej, znany jako plan Morgenthaua. Ustąpił z urzędu po śmierci Roosevelta.